# Конвенция о домашних работниках
Конвенция о домашних работниках или Конвенция о достойном труде домашних работников, представляет собой Конвенцию, устанавливающую трудовые стандарты для домашних работников. Это 189-я конвенция Международной организации труда (МОТ), принятая на её 100-й сессии. 
Конвенция вступила в силу 5 сентября 2013 года.

## Права
Основными правами, предоставляемыми домашним работникам в качестве достойной работы, являются ежедневные и еженедельные (не менее 24 часов) часы отдыха, право на минимальную заработную плату и право выбора места проживания и проведения отпуска. Ратифицирующие государства-участники должны также принять меры защиты от насилия и обеспечить соблюдение минимального возраста, который соответствует минимальному возрасту для других видов занятости. Кроме того, работники имеют право на четкую (желательно письменную) информацию об условиях найма, которую в случае международного найма следует сообщить до иммиграции. Кроме того, от них не требуется проживать в доме, где они работают, или оставаться в доме во время отпуска.

## Принятие и вступление в силу
Конвенция была представлена на голосование 16 июня 2011 года на конференции МОТ в Женеве. Поскольку МОТ является трехсторонней организацией, в каждой стране право голоса имеет правительство, работодатели и представители трудящихся. Конвенция была принята 396 голосами против 16 (при 63 воздержавшихся). Все государства Персидского залива проголосовали за, в то время как воздержались (среди прочих) Соединённое Королевство.
Конвенция вступила в силу через год после ратификации двумя странами, что является стандартным условием вступления в силу Конвенций МОТ. О ратификации следует сообщать Генеральному секретарю МОТ.
26 апреля 2012 года парламент Уругвая одобрил Конвенцию и, таким образом, стал первой страной, ратифицировавшей её за которым последовало согласие президента 30 апреля 2012 года и сдача на хранение ратификационной грамоты в июне 2012 года.
По состоянию на октябрь 2021 года его ратифицировали 35 государств. 

## Меры для домашних работников в связи с Covid-19
По оценкам МОТ, 49,3% домашних работников серьёзно пострадали на ранних стадиях пандемии. Этот показатель достиг максимума в 73,7% 15 мая, а затем упал до 72,3% 4 июня. На начало июня 2020 года количество заражений COVID-19 превысило 7,3 миллиона случаев в большинстве стран и территорий. По мере увеличения числа случаев росли и меры предупреждения заражения.
Опыт кризиса заражения COVID-19 показал, что социальная защита и активная политика на рынке труда требуют стратегически интегрированного планирования и реализации этих планов. Предотвращение дальнейшей потери рабочих мест во время рецессии и подготовка рабочей силы для предложения на рынке труда необходимы в период будущего восстановления экономики. Укрепление синергетического эффекта от мер социальной защиты является одним из приоритетных направлений поддержки МОТ в интересах её членов.